# Брэдфорд, Эдвард Иден
Сэр Эдвард Иден Брэдфорд (англ. Edward Eden Bradford; 10 декабря 1858 — 25 ноября 1935) — британский флотоводец, адмирал флота, командир 3-й эскадры линейных кораблей (англ. 3rd Battle Squadron) в составе Гранд-Флит (до мая 1916 года). Автор биографии Адмирала флота Великобритании Артура Уилсона.

## Начало карьеры
Эдвард Иден Брэдфорд начал службу на флоте кадетом в 1872 году на броненосцах HMS Hercules, HMS Monarch и HMS Sultan в составе Флота Канала. В 1876 году получил чин младшего офицера (англ. Midshipman), проходил службу на пароходном фрегате HMS Doris, пароходном корвете HMS Danae и бронированном пароходном фрегате HMS Raleigh. 14 ноября 1878 года сдал экзамен на лейтенанта королевского флота.
В октябре 1880 года Брэдфорд получил назначение младшим лейтенантом на исследовательскую шхуну HMS Sandfly, которая проводила картографию Соломоновых Островов. Во время несения службы командир шхуны лейтенант Бауэр (англ. Bower) с пятью матросами были убиты аборигенами. Брэдфорд принял командование шхуной, отбил тела англичан у аборигенов и сжёг в наказание их деревню. Командование флота оценило действия Брэдфорда в этих событиях, ему досрочно присвоили звание лейтенанта королевского флота в декабре 1880 года.
В 1881—1883 годах Брэдфорд проходил службу на старом броненосце HMS Achilles, в это время он принял участие в Англо-египетской войне, по результатам которой получил правительственную награду. В 1883—1889 годах Брэдфорд служил на Китайской станции. В этот период он проходил службу на парусно-винтовом корвете HMS Sapphire и парусно-винтовом шлюпе HMS Mutine. На последнем корабле 20 января 1891 года Брэдфорд был назначен исполняющим обязанности командира корабля (англ. acting-commander).
В 1886 году за написанное эссе «Доктрина морской обороны Соединенного Королевства, колоний и морских путей» Брэдфорд был награждён серебряной медалью Королевского института оборонных исследований. Эссе было напечатано в журнале RUSI Journal. С 1894 по 1896 год Брэдфорд служил коммандером на корабле HMS Boadicea, флагмане эскадры Ост-Индии. В 1896 году Брэдфорд женился, избранницу звали Шейла.

## Капитан военно-морского флота
В 1899 году Брэдфорд получил звание капитана военно-морского флота Великобритании. В это время он опубликовал ещё одно эссе, также отмеченное командованием флота: «Записки по организации флота и снабжению его углём». Брэдфорд служил под командованием адмирала Артура Уилсона командиром его флагманов (в разное время) додредноутов HMS Majestic, HMS Revenge и HMS Exmouth.

## Адмирал
Вскоре Брэдфорд получил очередное звание контр-адмирала, он был назначен во флот метрополии, где проходил службу на броненосце типа «Кинг Эдуард VII» HMS Hibernia. С 1911 по 1913 год командовал Учебной эскадрой, держа флаг на броненосном крейсере HMS Leviathan. Вместе со званием вице адмирала Брэдфорд получил командование 3-й эскадрой линейных кораблей, его флагманом стал броненосец HMS King Edward VII.
Во время сражения у Доггер-банки 3-я эскадра линейных кораблей Брэдфорда подчинялась адмиралу Дэвиду Битти. Брэдфорд служил в составе Гранд-Флит до мая 1916 года. Этим же годом новогодним указом (англ. 1916 New Year Honours) короля Георга V Брэдфорду было пожаловано звание рыцарь-командора ордена Бани.

## Выход в отставку
В звании адмирала Брэдфорд подал прошение об отставке в 1918 году. 1 января 1930 года ему было присвоено звание рыцаря большого креста Ордена Британской империи.